# Romance de tese
O romance de tese é um tipo de prosa de ficção (por vezes, de teatro), surgido no século XIX, que “veicula uma doutrina … tomada de empréstimo a uma forma de conhecimento não-estético”, geralmente uma tese científica, filosófica ou teológica. Émile Zola projetou seus romances experimentais como “laboratórios literários” que objetivam demonstrar, “experimentar” teorias científicas tais como determinismo, positivismo, evolucionismo ou darwinismo. O romance de tese participa
- da literatura engajada, exemplificada n′A Cabana do Pai Tomás,
- do realismo e naturalismo (de Emílio Zola, Guy de Maupassant, Giovanni Verga, Benito Pérez Galdós, Juan Valera y Alcalá-Galiano, Theodore Dreiser, Aluísio Azevedo, Inglês de Sousa, Eça de Queirós e Abel Botelho)
- do neorrealismo (John Steinbeck, Erskine Caldwell, Alberto Moravia, Graciliano Ramos, Jorge Amado, José Lins do Rego, Fernando Namora, Alves Redol, Carlos de Oliveira, Manuel da Fonseca)
- do romance católico (Graham Greene, Octávio de Faria)
- do existencialismo (Jean-Paul Sartre, Vergílio Ferreira).[1]